# Zärtlich aber frech wie Oskar
Zärtlich aber frech wie Oskar ist ein deutsches Sex- und Filmlustspiel von Franz Josef Gottlieb.

## Handlung
Der Münchner Mädchenschwarm Peter lernt im Urlaub am Wörthersee die hübsche Billie kennen, die als Tochter des örtlichen Gendarmerievorstehers Leopold von diesem mit Argusaugen bewacht und behütet wird. Bald finden die beiden dennoch zueinander, und Billie verliebt sich in Peter. Am letzten Urlaubstag versprechen sich die beiden jungen Leute, sich regelmäßig zu schreiben und sich spätestens beim nächsten Urlaub Peters im kommenden Jahr in Kärnten wiederzusehen. Wieder zurück an der Isar hat Peter Billie bald wieder weitgehend vergessen und längst eine Reihe anderer Mädchen im Kopf. Ein Jahr ist vergangen, und Peter ist von drei Freundinnen – Helga, Mathilde und der Französin Mijou – umgeben, die er jetzt, wo er erneut verreisen will, unbedingt loswerden möchte. Doch es soll diesmal nicht an den Wörthersee gehen, sondern er und sein Kumpel Freddy, der bislang noch nie ein Mädchen gehabt hat, planen, nach Italien zu fahren.
Auf der Durchreise in Kärnten treffen sie per Zufall an einer Tankstelle Billie wieder. Sie ahnt zunächst nicht, dass man sie einfach links liegen lassen wollte, und schlägt den beiden vor, mit ihr erneut nach Velden an den Wörthersee zu fahren. Ihrem Vater ist die Wiederkehr Peters allerdings gar nicht recht, und er versucht, seine Tochter mit allerlei paternalistischen Mitteln zu disziplinieren. Überall wittert der korpulente Reviervorsteher eine Gefahr für Billies Unschuld, kriecht auch schon mal unter ihr Lotterbett, während Billies Peter sich derweil über den Balkon fort- und an dem Wachtmeister Xandl vorbeischleicht. Bald tauchen Peters Ex-Liebschaften in Velden auf, die nicht bereit sind, ihren Stecher einfach so entschwinden zu lassen. Zu allem Überfluss echauffiert sich dann auch noch der ortsansässige Pfarrer darüber, dass mit dem Einfall der hübschen Münchnerinnen, die nicht allzu viel Wert auf Textil an den zentralen Körperstellen legen, auch die Moral baden zu gehen droht. Seine Gegenmaßnahmen erweisen sich jedoch durchgängig als Rohrkrepierer.
Schließlich sorgt auch noch ein treudeutsches Ehepaar, Otto und Margot Bronsky – Klischee-Piefkes par excellence – für etwas Aufregung. Als Otto fensterln will, landet er im Schlafgemach des einzigen Schwulen im Ort. Immerhin findet aber der bebrillte und ein wenig einfältige Freddy in der hübschen, puppengesichtigen Kurzhaarblondine Christl eine neue Freundin, die er gleich beim ersten Mal schwängert. Nach vielem Hin und Her gibt es auch für Billie und Peter ein Happy End. Diesmal steigt Peter im letzten Moment aus dem violettfarbenen VW-Käfer aus, mit dem er und seine Freunde eigentlich heim nach München fahren wollten, und bleibt bei seiner Herzdame am Wörthersee.

## Produktionsnotizen
Zärtlich aber frech wie Oskar wurde zwischen dem 10. Juni und dem 4. Juli 1980 am Wörthersee, in Velden und Pörtschach, gedreht und am 5. September 1980 uraufgeführt.
Die Produktionsleitung hatte Erich Tomek, der unter dem Pseudonym Florian Burg auch das Drehbuch schrieb. Die Aufnahmeleitung Otto W. Retzer. Robert Fabiankovich sorgte für die Ausstattung, Rolf Albrecht entwarf die Kostüme. Carl Schenkel übernahm die Regieassistenz.

## Kritik
„Sexlustspiel, das wahllosen Sexkonsum als bewundernswerte Lebenshaltung darstellt und durch Nuditäten und geschmacklose Witzeleien zu unterhalten versucht.“